# Liste der Einträge in das National Register of Historic Places im Chaves County
Diese Liste der Einträge im National Register of Historic Places im Chaves County enthält alle im Chaves County, New Mexico in das National Register of Historic Places eingetragenen Gebäude, Bauwerke, Objekte, Stätten oder historischen Distrikte.
Diese Liste entspricht dem Bearbeitungsstand des National Park Service/National Register of Historic Places vom 18. Oktober 2024.

## Legende
| NRHP | Historic Place             |
| HD   | National Historic District |

## Aktuelle Einträge
| [ 2 ] | Name                                            | Bild                                 | Eintragsdatum                  | Lage | Ort             | Beschreibung |
| ----- | ----------------------------------------------- | ------------------------------------ | ------------------------------ | --- | --------------- | ------------ |
| 1     | CA Bar Ranch                                    |                                      | 29. Aug. 1988 ID-Nr. 85003634  | U.S. Route 82, westlich von der Straßenkreuzung mit der New Mexico State Road 24 32° 53′ 38″ N, 105° 13′ 26″ W | Mayhill         |              |
| 2     | Chaves County Courthouse                        | weitere Bilder                       | 15. Feb. 1989 ID-Nr. 87000892  | 400 block der Main Street 33° 23′ 49″ N, 104° 31′ 17″ W                                                        | Roswell         |              |
| 3     | Diamond A Ranch                                 |                                      | 29. Aug. 1988 ID-Nr. 85003635  | westlich von Roswell, entlang der U.S. Route 380 33° 21′ 6″ N, 104° 51′ 7,9″ W                                 | Roswell         |              |
| 4     | Downtown Roswell Historic District              | weitere Bilder                       | 16. Mai 1985 ID-Nr. 85001543   | zwischen der 8th St., Richardson Ave., Albuquerque St. und Missouri Avenue 33° 24′ 5″ N, 104° 31′ 36″ W        | Roswell         |              |
| 5     | Federal Building and U.S. Courthouse            | Federal Building and U.S. Courthouse | 17. Nov. 2023 ID-Nr. 100009559 | 500 N. Richardson Avenue 33° 23′ 53,2″ N, 104° 31′ 28,2″ W                                                     | Roswell         |              |
| 6     | Flying H Ranch                                  |                                      | 14. Sep. 1988 ID-Nr. 85003633  | in der Nähe der U.S. Route 70, zwischen der Hope und Elk Area 33° 0′ 41″ N, 105° 8′ 21,8″ W                    | Roswell         |              |
| 7     | Patrick Floyd Garrett House                     |                                      | 29. Aug. 1988 ID-Nr. 85003637  | Bosque Road, nördlich von Roswell 33° 24′ 14″ N, 104° 26′ 17″ W                                                | Roswell         |              |
| 8     | Robert H. Goddard House                         |                                      | 15. Juli 1988 ID-Nr. 85003594  | Route 3 E. an der Mescalero Rd. 33° 25′ 53″ N, 104° 30′ 7″ W                                                   | Roswell         |              |
| 9     | The Henge                                       |                                      | 1. Aug. 2019 ID-Nr. 100004221  | 3600 La Joya Road 33° 26′ 31,2″ N, 104° 29′ 55,3″ W                                                            | Roswell, Vorort |              |
| 10    | Louise Massey House                             | weitere Bilder                       | 16. Mai 1985 ID-Nr. 85001544   | 209 W. Alameda Street 33° 23′ 28,2″ N, 104° 31′ 31,7″ W                                                        | Roswell         |              |
| 11    | Millhiser-Baker Farm                            |                                      | 29. Aug. 1988 ID-Nr. 85003638  | Route 1, südlich von McGaffey 33° 22′ 26″ N, 104° 33′ 4″ W                                                     | Roswell         |              |
| 12    | Milne-Bush Ranch                                |                                      | 29. Aug. 1988 ID-Nr. 85003639  | Route 1 33° 26′ 14,2″ N, 104° 30′ 1,1″ W                                                                       | Roswell         |              |
| 13    | New Mexico Military Institute Historic District | weitere Bilder                       | 7. Mai 1987 ID-Nr. 87000907    | zwischen der 19th und N. Main Sts., College Boulevard und Kentucky Avenue 33° 19′ 52″ N, 104° 31′ 31″ W        | Roswell         |              |
| 14    | Ozark Trails Marker at Lake Arthur              | Ozark Trails Marker at Lake Arthur   | 16. Juli 2004 ID-Nr. 04000702  | an der Straßenkreuzung der Main und der Broadway Street 33° 0′ 0″ N, 104° 21′ 57″ W                            | Lake Arthur     |              |
| 15    | Rio Felix Bridge at Hagerman                    | Rio Felix Bridge at Hagerman         | 15. Juli 1997 ID-Nr. 97000737  | U.S. Route 285, über den Rio Felix 33° 7′ 53,2″ N, 104° 20′ 10,5″ W                                            | Hagerman        |              |
| 16    | Roswell Artist-in-Residence Compound            |                                      | 7. Aug. 2017 ID-Nr. 100001436  | 1404 W. Berrendo Road 33° 26′ 15,7″ N, 104° 32′ 29,4″ W                                                        | Roswell         |              |
| 17    | Saunders-Crosby House                           | weitere Bilder                       | 16. Mai 1985 ID-Nr. 85001545   | 200 E. Deming 33° 23′ 7,4″ N, 104° 31′ 14,3″ W                                                                 | Roswell         |              |
| 18    | Slaughter-Hill Ranch                            |                                      | 29. Aug. 1988 ID-Nr. 85003640  | 1601 E. 2nd Street 33° 23′ 52″ N, 104° 29′ 47″ W                                                               | Roswell         |              |
| 19    | South Spring Ranch                              |                                      | 24. Apr. 1989 ID-Nr. 88003465  | Route 2 33° 20′ 46″ N, 104° 28′ 9,8″ W                                                                         | Roswell         |              |
| 20    | Urton Orchards                                  |                                      | 29. Aug. 1988 ID-Nr. 85003641  | Route 3 33° 26′ 4″ N, 104° 29′ 10″ W                                                                           | Roswell         |              |
| 21    | James Phelps White House                        | James Phelps White House             | 24. Juli 1978 ID-Nr. 78001812  | 200 N. Lea Avenue 33° 23′ 40″ N, 104° 31′ 44″ W                                                                | Roswell         |              |